# WebM
WebM est un format de fichier multimédia ouvert, principalement destiné à un usage sur le web.
Il s'appuie sur un conteneur dérivé de Matroska, et regroupe des flux vidéo codés en VP8 et des flux audio codés en Vorbis.
Ce format fait partie des formats vidéo proposés pour la balise <video> de HTML5,.
Il est amené à remplacer le premier format ouvert proposé, Ogg Theora, et fait concurrence au format fermé H.264.
Depuis juillet 2013, le format WebM est capable d'embarquer les successeurs vidéo et audio respectifs de VP8 & Vorbis que sont VP9 et Opus.

## Historique
WebM est annoncé le 19 mai 2010 par Sundar Pichai, chef produit du navigateur Chrome chez Google à l’occasion du Google I/O 2010. Google, alors propriétaire du codec VP8 depuis le rachat de l’entreprise On2 Technologies, le libère :
1. En publiant ses spécifications sous licence Creative Commons paternité (CC BY) avec une implémentation sous licence BSD[7] ;
2. En accordant pour l’usage des spécifications[8] comme de l’implémentation[9] une licence d’exploitation des brevets qu’il détient ou pourra détenir pour tout usage — commercial ou non — qui sera fait de cette implémentation ou de toute autre mise en œuvre de la spécification. Cette licence est concédée à titre perpétuel, mondial, gratuit et irrévocable (sauf pour ceux qui tenteraient de revendiquer des brevets contre une implémentation de la spécification).

Le 30 septembre 2010, Google annonce la création de WebP. C’est un format d’image utilisant la technique de compression des images clés du VP8.

## Support

### Industrie
Le format est géré lors de son annonce par une quarantaine d’acteurs, dont la Mozilla Foundation, Opera Software et Google. Microsoft (IE9), et Adobe (Flash Player) annoncent peu après leur intention de le prendre en charge également. Absent de la liste des premiers soutiens du format, Intel indique la semaine suivante que l’accélération matérielle pour WebM était étudiée, notamment dans le cadre de la télévision par Internet.
Google annonce par ailleurs l’utilisation de WebM dans la version HTML5 de YouTube (et à terme la disponibilité de tout le catalogue dans ce format),.

Le 15 novembre 2012, YouTube annonce que la Wii utilisera le format WebM avec une définition de 360p. Ce format est préféré à cause de la capacité mémoire de la console, si la vidéo n'est pas codée dans ce format, YouTube proposera le format H263.
Le lecteur vidéo de Wikipédia et de la constellation Wikimédia peuvent lire le format WebM.
Le format est également pris en charge par certains constructeurs de matériel, dont AMD, ARM, MIPS Technologies et Nvidia.
Un groupement d'intérêt s'est formé pour défendre webM, sous le nom de l'accord WebM Community Cross Licence. Les signataires sont au nombre d'une vingtaine, et s'engagent à ne pas engager de poursuites judiciaires à l'encontre de ce logiciel libre, à la manière de l'Open Invention Network.
La PS5 de Sony proposera dès sa sortie, l'enregistrement de l'écran en 4K au format WebM en plus du format MP4.

#### Matériels disponibles
Les SoC d’architecture ARM, RK29xx de Rockchip, présentés au CES en janvier 2011, sont les premiers à le supporter avec un décodage matériel complet.
Décodent également matériellement le VP8 et le Vorbis :
les Tegra 2 et 3 de Nvidia 
et le OMAP 4 de Texas Instrument.
Toutefois, la question de la disponibilité des pilotes permettant d'exploiter ces fonctionnalités se pose. En novembre 2013, le Nexus 5 - porte-étendard des téléphones Android - peut coder et décoder matériellement en VP8.

### Mises en œuvre
WebM est supporté par le navigateur Google Chrome depuis sa version 6, Mozilla Firefox depuis sa version 4 et Opera depuis sa version 10.60. Les utilisateurs d'Internet Explorer dans sa version 9 et supérieure doivent installer l'application WebM Microsoft Media Foundation components  pour pouvoir lire ce format.
Les applications s'appuyant sur la bibliothèque multimédia GStreamer, comme le navigateur Web Epiphany, peuvent lire le format WebM du fait de la mise à jour de la bibliothèque.
Le lecteur multimédia VLC 1.1 supporte WebM.
Le système Android lit ce codec dans le format WebM depuis sa version 2.3. La version 4.0 offre la possibilité de l'utiliser en flux de vidéo continu (streaming)
Dans sa version HTML5, YouTube gère le WebM, et beaucoup de vidéos ont été déjà converties. Il suffit, pour l’activer, d’avoir un navigateur compatible, d’avoir activé la version, et les vidéos compatibles seront automatiquement lues avec WebM. Pour rechercher directement une vidéo WebM, il faut lancer une recherche et rajouter &webm=1 à la fin de l’URL de la page de recherche de vidéo, ce qui filtrera les vidéos WebM des autres.
Les outils suivants permettent de manipuler, coder ou optimiser des vidéos au format WebM :
- logiciels en ligne de commande ;
  - la bibliothèque multimédia GStreamer (sous licence libre GNU LGPL) permet de coder et décoder au format WebM (à partir des versions GStreamer Good Plugins 0.10.23, Ugly Plugins 0.10.15 et Bad Plugins 0.10.19[31]), tout comme la collection de logiciels FFmpeg à partir de la version 0.6[32] (sous licence libre GNU LGPL),
  - MKVToolNix[33] (disponible pour Windows, MacOS, Linux et d’autres systèmes d’exploitation, sous licence libre GNU GPL, s’appuie sur les bibliothèques libebml et libmatroska publiées sous licence libre GNU LGPL), est un jeu d’outils dont mkvmerge qui vous servira à générer des fichiers WebM (à partir de la version 4.0.0),
  - mkclean[34] disponible sous licence libre BSD pour Windows, MacOS, Linux et d’autres, il peut générer un fichier WebM à partir d’un fichier Matroska qui contiendrait déjà une séquence codée en VP8 et en Vorbis, ou simplement d’optimiser votre fichier WebM (la taille de votre fichier sera éventuellement réduite, les non-conformités seront le cas échéant corrigées, et l’index sera placé en tête du fichier pour optimiser la lecture sur Internet),
  - mkvalidator[35] disponible sous licence libre BSD pour Windows, MacOS, Linux et d’autres, s’assure de la conformité d’un fichier WebM,
- logiciels pourvus d’une interface graphique ;
  - mkvmerge, inclus dans MKVToolNix, vient avec une interface graphique,
  - il existe de nombreuses interfaces graphiques pour GStreamer (Pitivi, Transmageddon, Arista, etc.) et FFmpeg,
  - Miro Video Converter[36] (disponible sous licence libre GNU GPL pour Windows et MacOS) repose sur FFmpeg,
  - Firefogg, sous forme d’extension pour Firefox, repose sur FFmpeg[37],
  - Konvertor (gratuiciel sous Windows)
  - Handbrake (transcodeur open-source multiplatforme)
- services en ligne ;
  - toute vidéo d’une définition au moins égale à 720p envoyée sur YouTube sera codée au format WebM[38]. D’autre part, toute vidéo pré-codée au format WebM et envoyée sur YouTube sera proposée par le site au format WebM à condition de ne pas utiliser les annotations vidéo ni l’option d’affichage des publicités[39].

## Caractéristiques techniques
Les spécifications du format WebM sont figées, garantissant la compatibilité ascendante et descendante du format et des implémentations, mais cela limite par contre les améliorations pouvant être apportées à celles n’ayant pas d’impact sur le format.

## Critiques

### Sur le plan légal
(août 2012).
- La MPEG-LA est un consortium d’industriels et d’éditeurs (parmi lesquels Microsoft et Apple), qui délivre des licences payantes pour le format vidéo H.264. La MPEG-LA a posé les premières pierres d’une bataille juridique à l’encontre de WebM (sous licence Berkeley Software Distribution (BSD)), en lançant un appel général le 10 février 2011 à tous les acteurs du domaine qui pourraient posséder au moins « un brevet essentiel » du format vidéo VP8 (VP8 étant le socle de WebM). Et ce afin de constituer « un réservoir de propriété intellectuelle » en vue d'ester en justice par la suite, contre WebM[40].
- Dans un premier temps, Google a préféré minimiser l’importance de cette initiative, en rappelant que la MPEG-LA fait allusion à ce portefeuille VP8 depuis que WebM a été lancé. Puis Google a répliqué en mai 2011 en constituant à son tour une communauté de membres fondateurs, la WebM Community Cross-License (CCL)[41]. Chaque membre s'engageant d'une part à apporter à la communauté leurs brevets liés aux technologies WebM, et d'autre part à ne pas poursuivre les utilisateurs de ces technologies et brevets. La WebM Community Cross-License (CCL) comprend 17 membres, parmi lesquels des entreprises industrielles de semi-conducteurs, de hardware (indispensables pour intégrer le support de WebM dans les équipements et favoriser leur adoption) : Advanced Micro Devices, Cisco Systems, Google Inc, Hisilicon Technologies, LG Electronics, Logitech International S.A., Matroska, MIPS Technologies, Mozilla Corporation, Opera Software ASA, Pantech Curitel, Quanta Computer Incorporated, Samsung Electronics Co., STMicroelectronics (en nom propre ainsi que sa coentreprise à 50/50 ST-Ericsson), Texas Instruments, Verisilicon Holdings, Xiph.Org Foundation[42].
- En mars 2013, une partie des membres de la MPEG-LA signent un accord avec Google sur les brevets qu’enfreindraient WebM et le VP8[43]. Le fait que cela ne concerna pas la totalité des membres[44] laisse encore un risque juridique[45]. Google bascule une partie de ses services sur ce codec par la suite (vidéo conférence[46], streaming TV[47], smartphone avec accélération matérielle[26]). La WebM CCL a donc pour objectif d’empêcher la MPEG-LA de constituer un portefeuille de propriété intellectuelle qui lui serait opposable en cas d’action en justice.
- Derrière cette bataille juridique de brevets entre un codec sous licence propriétaire, le MPEG-LA (H.264) et un codec sous licence libre le WebM (VP8), se trament les enjeux du futur codec vidéo intégré dans le HTML5 en 2014.
- Un autre enjeu de cette bataille concerne les royalties et les restrictions d’utilisation du format H.264 en cas d'intégration dans le HTML 5, incompatibles avec les logiciels libres. En janvier 2011, la Free Software Foundation (FSF), a donc annoncé son soutien au format ouvert WebM[48].

### Sur le plan technique
Si les choix du conteneur Matroska pour le multiplexage de la video et de l'audio, et celui du codec Vorbis pour l’audio n’ont pas suscité beaucoup de critiques, celui du codec VP8 pour la vidéo est le sujet de nombreuses discussions.
Si tout le monde s’accorde à reconnaître la supériorité de VP8 sur Theora (Theora étant une amélioration de VP3, prédécesseur de VP8), il est parfois mis en défaut face à son principal concurrent, le codec breveté H.264, notamment par Jason Garrett-Glaser, développeur de x264, une implémentation sous licence libre de la norme H.264. Selon ce dernier, VP8 ne disposerait pas de certains algorithmes avancés présents dans H.264. En particulier, comme VP5 et VP6, VP8 effectue un codage arithmétique non adaptatif qui, indépendamment de toute optimisation, ne pourrait permettre d’obtenir les mêmes ratios de compression qu’un codage adaptatif (mais qui peut être plus rapide).
Les comparaisons vis-à-vis du VP8 diffèrent selon les profils de la norme H.264  utilisés,,
H.264, du fait de son ancienneté, bénéficie de plusieurs implémentations logicielles (dont certaines, comme x264, sont très performantes) là où VP8 n’en possède encore qu’une seule. Le codeur et le décodeur actuels sont plus lents que leurs équivalents pour H.264, mais VP8 n’a pas encore atteint ses limites en termes d’optimisation.
L’absence de support matériel pour le décodage de VP8, notamment par les plates-formes mobiles (quand le support de H.264 est courant) est également pointée du doigt, notamment par Apple. Toutefois, le nombre d’acteurs du marché soutenant le codec libre et les investissements faits par Google pour le support matériel de Theora sur ARM laissent envisager une résolution de ce problème à moyen terme.
Les développeurs du projet FFmpeg ont développé leur propre décodeur (ffvp8) fondé sur les spécifications de VP8 et ont obtenu, au moment de sa publication, des performances meilleures que celles de la bibliothèque de référence (libvpx). De même, il existe un décodeur développé en Java.
En 2012, Mozilla décide de ne pas utiliser gstreamer qui s'appuie sur FFmpeg car ils estiment que ce lecteur vidéo n'est pas aussi abouti que le lecteur vidéo interne de Firefox.
Google travaille à l’optimisation de la bibliothèque libvpx. Ainsi, la version 0.9.5 (nom de code : Aylesbury) est sortie le 29 octobre 2010 avec la promesse d’un codeur et d’un décodeur plus rapides et d’une meilleure qualité de codage.

## Successeurs du VP8
Compte tenu de certaines limitations techniques du VP8, Google décide en 2011 de lui développer un successeur, également sous licence libre, le VP9. 
L'un des buts du VP9 est de réduire le débit de 50 % comparé au VP8 tout en conservant la même qualité vidéo. Ce faisant, le VP9 obtient une meilleure capacité de compression que le H.265/HEVC6.
Au cours des années 2010, le VP9 a largement remplacé le VP8.
En 2018, Google a présenté le remplaçant du VP9, baptisé AV1. Celui-ci est un codec vidéo ouvert et libre de droits conçu pour la diffusion de flux vidéo sur Internet et réseaux IP avec de nouveaux gains en efficacité par rapport au VP9.